# Tantilla tayrae
La culebra ciempiés del Tacaná (Tantilla tayrae) es una especie de serpiente que pertenece a la familia Colubridae. Es nativo de México, donde se conoce únicamente de las laderas del volcán Tacaná en el municipio de Unión Juárez (Chiapas). Su hábitat incluye bosque muy húmedo tropical, y cafetales. Es una especie terrestre que a menudo se encuentra en la hojarasca.

## Clasificación y descripción
Una capucha café es seguida de un pobremente definido y pálido collar nucal el cual está ampliamente dividido a la mitad del dorso y está restringido a la escama posterior a las parietales y que cruza el borde posterior de la última supralabial. Manchas pálidas pre y postoculares están presentes la cuales son variables y separadas una de la otra por una mancha oscura subocular. El color de fondo del dorso es café oscuro. El vientre es color crema y se torna anaranjado rosáceo en la porción posterior del cuerpo y en la cola. Un punto color café oscuro está presente en el extremo anterolateral de cada escama ventral. La variación en la escamación es la siguiente: la postnasal y una sola preocular están en contacto; las supralabiales son 7, con la tercera y cuarta alcanzando la órbita; las infralabiales son 6, con las primeras cuatro en contacto con la barbilla. Las postoculares son 2; las temporales son 1+1; las hileras de escamas dorsales son 15; las ventrales en machos son 140-144 y en hembras 146-154; la placa anal está dividida; las subcaudales en machos son 46-49 y 44-51 en hembras.

## Distribución
Elevaciones moderadas a lo largo de las laderas del volcán Tacaná en la vertiente del Pacífico de Chiapas, México.

## Hábitat
Habitan bajo hojarasca en cafetales bajo sombra en bosque de niebla a unos 760-930 m s. n. m. en las laderas del volcán Tacaná.

## Estado de Conservación
En la IUCN se encuentra como una especie con datos insuficientestes (DD) mientras que en la NOM-059-SEMARNAT está catalogada como protección especial.